# Amore in Stockholm
Amore in Stockholm (Originaltitel: Il diavolo) ist ein Spielfilm des italienischen Regisseurs Gian Luigi Polidoro aus dem Jahr 1963. Die Komödie handelt von einem neugierigen Italiener (dargestellt von Alberto Sordi), der unter dem Eindruck der Freizügigkeit und Emanzipation skandinavischer Frauen erfolglos nach außerehelichen Liebesabenteuern im winterlichen Schweden sucht. Als Vorlage diente ein Originaldrehbuch von Rodolfo Sonego, der bereits zuvor an Polidoros Spielfilmdebüt Die Schwedinnen (1960) mitgearbeitet hatte, ein Film mit ähnlicher Thematik. Die Produktion, hinter der Dino De Laurentiis stand, gewann 1963 den Hauptpreis bei den Internationalen Filmfestspielen von Berlin sowie einen Golden Globe Award.

## Handlung
Der verheiratete Mittvierziger Amedeo reist von Italien ins winterliche Schweden. Der aus der Provinz stammende Pelzhändler verspricht sich neben Einkäufen auf einer dortigen Auktion vor allem sexuelle Abenteuer mit den „sündigen Frauen“ aus dem Norden zu erleben, wie ihm sein Reiseführer prophezeit. Nach einem soziologischen Diskurs mit einem Professor auf der Fähre von Dänemark nach Schweden, versucht er im Zug nach Stockholm erfolglos mehrere hübsche Blondinen anzusprechen. In der Folge trifft Amedeo auf weitere attraktive Schwedinnen. Diese wahren jedoch stets die letzte Distanz und es kommt nur zum Austausch unschuldiger Küsse. Barbro begleitet Amedeo auf sein Hotelzimmer, wo er sie mit Whiskey abzufüllen versucht und ihr seine alte Kriegsverletzung zeigt. Nachdem sie ihn ausgefragt hat, ergreift sie auf dem Weg zum Schlafzimmer aber die Flucht. Eine weitere befremdliche Episode erlebt Amedeo mit der reichen und verheirateten Corinne, die er zu den Feierlichkeiten bei der Verleihung der Nobelpreise kennenlernt und ihn zum Übernachten bei sich einlädt. Auch ein Treffen mit der sportlichen und jungen Karina in einer Sauna führt nicht zum erhofften Erfolg. Zwar wagen sich beide nackt in den Schnee, Karina verlässt ihn jedoch bald heimlich, um sich mit ihrem Freund zu treffen. Die einzige Frau, die sich Amedeo willig hingeben möchte, stellt sich als minderjährig heraus. Nachdem er mit seinem Wagen eine Art „Walzer“ auf einem zugefrorenen See vollführt hat und einbricht, kann Amadeo mit Hilfe eines Hubschraubers gerettet werden. Nachdenklich kehrt er in seine Heimat zurück, wo ihn seine Frau Anna erwartet.

## Rezeption
Polidoros Regiearbeit wurde im Juni/Juli 1963 in den Wettbewerb der 13. Internationalen Filmfestspiele nach Berlin eingeladen, wo die internationale Jury von der Britin Wendy Toye geleitet wurde. Zu dieser Zeit litt das von Alfred Bauer geleitete Festival unter einer inhaltlichen Krise und kaum ein Film konnte begeistern. Kurz nach Ende der Filmfestspiele fragte die Frankfurter Allgemeine Zeitung nach den „besonderen filmischen Leistungen“ des gut gespielten, netten frischen Lustspiels. Amore in Stockholm sei jedoch „amüsant und temperamentvoll, besonders in der ersten Hälfte“.
In Westdeutschland erlebte der Film seinen Kinostart 1964 durch den Verleih Pallas. Zwar urteilte die deutsche Fachkritik nachfolgend, dass der Festivalerfolg für die „lockere Fabel“ zu hochgegriffen sei, lobte aber die bemerkenswerte Sicherheit der Regie sowie die Leistung von Hauptdarsteller Alberto Sordi. Zum Kinostart rezensierte die FAZ den Film als „durchaus anmutiges Leinwandbilderbuch der Völkerpsychologie über Freiheit und Grenze in der Beziehung der Geschlechter“. Amore in Stockholm erinnere in seiner „liebevollen Detailmalerei“ und insbesondere in seiner langen Exposition an Stilelemente Alberto Lattuadas. Die Berlinale-Jury habe „[…] wohl Thema und Absicht dieser Komödie und ihrer sanften Pädagogik hervorheben wollen“. Der film-dienst lobte das Spiel Sordis, der „eigenen jungenhaften Charme“ ausstrahle und mit seiner unaufdringlichen Drollerie manches dazu beitrage, „[...] daß die lockere Fabel mit Anstand gemeistert wird“ sowie die „treffliche Bildgestaltung“ Aldo Tontis. Im kleinen Unterhaltungsfach lege Polidoro „ein rundes Stück Kurzweil“ vor. Die Moral von Amore in Stockholm sei „deutlich, wenn auch nicht schlackenlos“.
In den Vereinigten Staaten, wo der Film ebenfalls ausgezeichnet wurde, lief Amore in Stockholm bereits Ende Dezember 1963 unter dem Titel To Bed or Not to Bed (dt.: „Zu Bett oder Nicht zu Bett“) in den Kinos an. Bosley Crowther (The New York Times) bewertete ihn als „knappe kleine Satire“. Sordi spiele die Hauptrolle mit einem „Flair von genialer Erwartung, die teuflisch und reizend, aber niemals schockiere“. Crowther hob das offene Konzept und die naturalistische Gestaltung der Komödie hervor. Drehbuchautor Sonego und Regisseur Polidoro hätten für Sordi einige reizend skurrile und einnehmende räuberische Zusammentreffen ausgeführt: „Begegnungen, die nicht nur die liebevolle Naivität des Helden, sondern auch delikat gewürzten Sinn für Humor für die Bräuche und Moralvorstellungen der Schweden bekunden.“ Auch bemerkte er die Schönheit der Darstellerinnen, die er als „lebende Puppen“ („living dolls“) beschrieb. Andrew Sarris (The Village Voice) befand den Film vor allem aufgrund der schauspielerischen Demonstration Sordis als sehenswert. Er liefere die einfühlsamste Darbietung seit Vitelloni (Die Müßiggänger) ab. Regisseur Polidoro entwickle den Stoff um widersprüchliche Kulturen im Stile Roberto Rossellinis.

## Auszeichnungen
Amore in Stockholm gewann 1963 zur eigenen Überraschung Polidoros gemeinsam mit dem japanischen Beitrag Bushido – Sie lieben und sie töten von Tadashi Imai den Goldenen Bären der Internationalen Filmfestspiele Berlin. Ein Jahr später folgten zwei Nominierungen für den Golden Globe Award. Während Polidoros Regiearbeit in der Kategorie Bester fremdsprachiger Film gegenüber der französischen Produktion Lautlos wie die Nacht von Henri Verneuil das Nachsehen hatte, gewann Alberto Sordi den Preis für den Besten Hauptdarsteller in einer Komödie oder Musical. Er setzte sich bei seinem Sieg unter anderem gegen den später Oscar-nominierten Briten Albert Finney (Tom Jones – Zwischen Bett und Galgen) durch.